# Kap Arktitscheski
Das Kap Arktitscheski (auch Arktisches Kap, russisch Мыс Арктический Mys Arktitscheski) ist der nördlichste Punkt des Sewernaja-Semlja-Archipels.

## Lage
Kap Arktitscheski liegt auf der Komsomolez-Insel, die zur Inselgruppe Sewernaja Semlja im Nordpolarmeer gehört.
Das Kap dient gelegentlich als Startpunkt für Expeditionen zum Nordpol, da es nur 991 Kilometer von diesem entfernt ist.
Gelegentlich wird Kap Arktitscheski als nördlichster Punkt Russlands und somit Eurasiens genannt. Diese Auszeichnung geht allerdings an Kap Fligely auf Franz-Josef-Land. Da Franz-Josef-Land aber üblicherweise zu Europa gezählt wird, bildet das Kap Arktitscheski den nördlichsten Punkt Asiens (siehe auch Kap Tscheljuskin).